# Macrobrachium malcolmsonii
Macrobrachium malcolmsonii är en kräftdjursart som först beskrevs av H. Milne-Edwards 1844.  Macrobrachium malcolmsonii ingår i släktet Macrobrachium och familjen Palaemonidae.

## Underarter
Arten delas in i följande underarter:
- M. m. malcolmsonii
- M. m. kotreeanum